# Leonardo Pieraccioni
Leonardo Pieraccioni (n. 17 februarie 1965, Florența, Italia) este un regizor și actor italian.

## Filmografia

### Regizor
- I laureati (1995)
- Il ciclone (1996)
- Fuochi d'artificio (1997)
- Il pesce innamorato (1999)
- Il principe e il pirata (2001)
- Il paradiso all'improvviso (2003)
- Ti amo in tutte le lingue del mondo (2005)
- Una moglie bellissima (2007)
- Io & Marilyn (2009)
- Finalmente la felicità (2011)
- Un fantastico via vai (2013)
- Il professor Cenerentolo (2015)
- Se son rose (2018)
- Il sesso degli angeli (2022)